# Cryptotriton
Cryptotriton là một chi động vật lưỡng cư trong họ Plethodontidae, thuộc bộ Caudata. Chi này có 6 loài và 100% bị đe dọa hoặc tuyệt chủng.